# Eleonorafalk
Eleonorafalk (Falco eleonorae) är en fågel i familjen falkar (Falconidae) som övervägande häckar kring Medelhavet. Den livnär sig framför allt på flyttfåglar och häckar därför ovanligt sent på året, mellan juli och september.

## Utseende

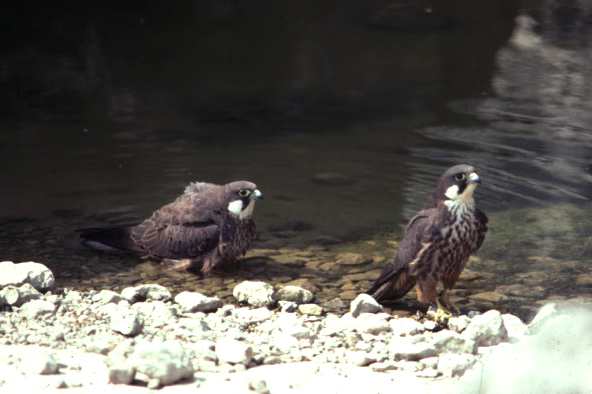

Eleonorafalken är en slank medelstor falk med lång stjärt. Den har en längd på mellan 36 och 42 centimenter och ett vingspann på mellan 90 och 105 centimeter. Den förekommer i två morfer. Den ljusa morfen är mörkbrun till mörkgrå på ovansidan och blekt brun på bröstsidan med distinkta, svarta streck likt lärkfalken, dock utan dennas rödaktiga lår. Den mörka är mörkbrun med något ljusare ränder på bröstet men undantagsvis helt svart. Den skiljer sig från den liknande lärkfalken genom kindfläckens obrutna kontur och brun färg på undersidan istället för väl avgränsade röda "byxor".

## Läten
Eleonorafalkens vanligaste läte är ett skrovligt och nasalt "kjeh kjeh kjeh kjeh". Nära boet hörs varnande "kak kak" och "kekeke...".

## Utbredning
Eleonorafalken är en flyttfågel som häckar på Sardinien, i Egeiska övärlden, i Cypern, längs Kroatiens, Italiens och Nordafrikas kuster, på de östligaste Kanarieöarna och längs Spaniens medelhavskust. Den övervintrar framför allt på Madagaskar, men även i östra Afrika och på Maskarenerna. 

### Förekomst i Sverige
I Sverige har fågeln observerats vid 23 tillfällen, framför allt i Skåne samt på Öland och Gotland. Fynden är ojämnt fördelade årsvis; 2006 sågs sex individer, varefter det dröjde till 2015 tills arten sågs igen, då vid fyra tillfällen.

## Ekologi
Eleonorafalken livnär sig framför allt på flyttande fåglar, varför den häckar i juli-september när födotillgången är som störst. Den fångar även insekter. Häckningen sker i kolonier på öar och klippbranter som gärna vetter mot havet. Den glider mycket på plana vingar på jakt efter byten. Flykten är avspänd med elastiska vingslag och kan påminna om en labb.

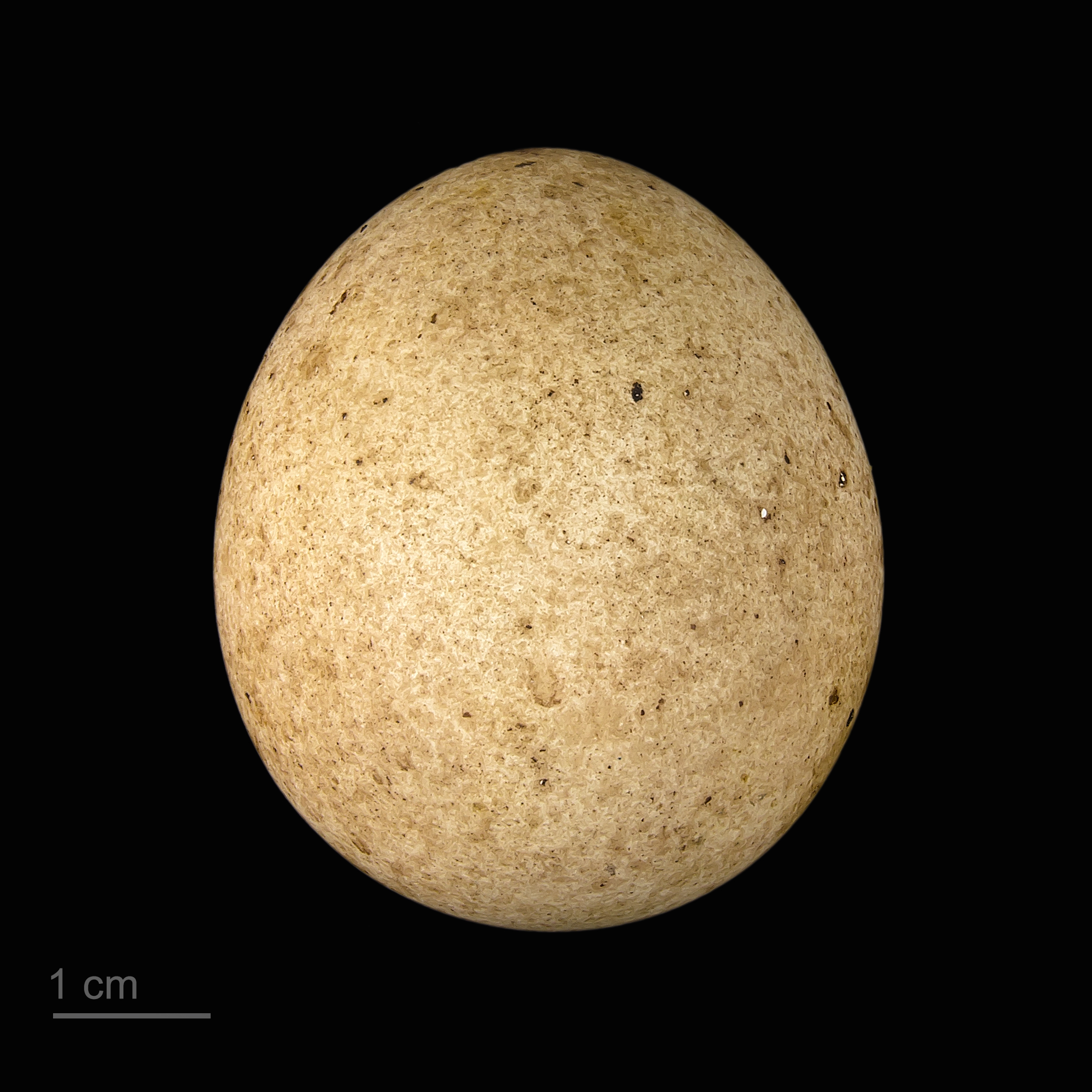
Ägg av eleonorafalk. Specimen från Muséum de Toulouses samlingar.

## Status och hot
Eleonorafalken är relativt fåtalig, men har ett stort utbredningsområde och tros öka i antal. Utifrån dessa kriterier kategoriserar IUCN arten som livskraftig (LC). I Europa, som omfattar minst 95 % av artens utbredningsområde, tros det häcka 14 300–14 500 par.

## Namn
Fågelns svenska och vetenskapliga namn hedrar Eleonora av Arborea (1350–1404), hjältinna i Sardiniens kamp för självständighet från Aragonien och som utfärdade en lag som skyddade duvhök och falkar vid deras bon. Idag är eleonorafalken ensam om att i svenskan bära ett så kallat eponym, det vill säga ett trivialnamn som är kopplat till en person. Övriga sådana namn har genom åren bytts ut till mer beskrivande namn, men eftersom "eleonorafalk" visat sig vara ett mycket omtyckt namn och att det finns en så tydlig koppling mellan person och art så har BirdLife Sveriges Taxonomikommitté beslutat att behålla det.